# 2009년 태풍
이 문서에서는 2009년에 발생한 태풍들의 활동에 대해 기록하였다.
2009년 5월 3일에 제1호 태풍 구지라가 발생한 것을 시작으로, 연말까지 총 22개의 태풍이 발생하였다. 평균적으로 1년 동안 태풍 발생 개수가 26.7개인 것과 비교하면 낮은 수치이다.

## 통계

### 월별 태풍 발생 개수
2009년 기록과 30년 평균 기록의 비교
| -                              | 1월       | 2월       | 3월       | 4월       | 5월       | 6월       | 7월       | 8월        | 9월        | 10월       | 11월       | 12월       |
| ------------------------------ | --------- | --------- | --------- | --------- | --------- | --------- | --------- | ---------- | ---------- | ---------- | ---------- | ---------- |
| 2009년 (누적)                  | 0 (0)     | 0 (0)     | 0 (0)     | 0 (0)     | 2 (2)     | 2 (4)     | 2 (6)     | 5 (11)     | 7 (18)     | 3 (21)     | 1 (22)     | 0 (22)     |
| 30년 평균 1971년~2000년 (누적) | 0.5 (0.5) | 0.1 (0.6) | 0.4 (1.0) | 0.8 (1.8) | 1.0 (2.8) | 1.7 (4.5) | 4.0 (8.5) | 5.5 (14.0) | 5.0 (19.0) | 3.9 (22.9) | 2.5 (25.4) | 1.3 (26.7) |

- 30년 평균으로 1년 동안 태풍 발생 개수가 26.7개인데 비해, 2009년에는 1년 동안 22개가 발생하여 낮은 수치를 기록하였다. 2008년 기록인 22개와 같은 수의 태풍이 발생하였다.
- 30년 평균 기록에서는 5.5개로 8월에 태풍 발생이 가장 잦다. 그러나 2009년에는 9월에 7개가 발생하여 태풍 발생이 가장 많은 달이 되었고, 8월에는 5개가 발생하여 두 번째로 태풍이 많이 발생한 달이 되었다.

## 활동한 태풍

### 제1호 태풍 구지라
2009년 제1호 태풍 구지라(KUJIRA)는 5월 3일 오전 3시경 일본 기상청에서 태풍발생예보가 내려졌으며, 그로부터 약 6시간 후인 오전 9시에 필리핀 마닐라 동쪽 약 380 km 부근 해상에서 중심기압 998hPa, 최대풍속 18 m/s, 강풍 반경 약 220 km, 강도 '약', 크기 '소형'의 열대폭풍으로 발생하였다. 그리고 같은 날 오후 9시에 중심기압 985hPa, 최대풍속 25 m/s, 강풍 반경 약 220 km, 강도 '중', 크기 '소형'의 강한 열대폭풍으로 발달하였다. 이후 5월 4일 오후 3시에 중심기압 970hPa, 최대풍속 33 m/s, 강풍 반경 약 300 km, 강도 '강', 크기 '중형'의 태풍으로 발달하였다. 그 후 5월 5일 오전 3시에 중심기압 945hPa, 최대풍속 45 m/s, 강풍 반경 약 350 km, 강도 '매우 강', 크기 '중형'의 태풍으로 더욱 발달하였고, 같은 날 오후 3시에 최대로 발달하여 태풍으로서의 최성기를 맞이하였다.(대한민국 기상청은 중심기압 940hPa, 최대풍속 46m/s로 해석) 그러나 5월 6일 이후 점차 약화되어 5월 8일 오전 3시에 일본 도쿄 동남동쪽 약 1,120 km 부근 해상에서 온대 저기압으로 변질되어 소멸하였다. "구지라"는 일본에서 제출한 이름으로 고래를 의미한다.
한편 태풍 구지라가 발생한 지역인 필리핀 동부 지역에서는 홍수와 산사태가 발생하여 25명이 사망하고, 2만 3천 명 이상의 이재민이 발생하였다.

### 제2호 태풍 찬홈
"찬홈"은 라오스에서 제출한 이름으로 나무의 한 종류를 의미한다.
{{-}

### 제3호 태풍 린파
제3호 태풍 린파(LINFA)는 6월 18일 오후 3시에 필리핀 마닐라 북서쪽 약 610 km 부근 해상에서 중심기압 996hPa, 최대풍속 18 m/s, 강풍 반경 약 160 km, 강도 '약', 크기 '소형'의 열대폭풍으로 발생하였다. 6월 19일 오후 9시에 중심기압 985hPa, 최대풍속 26 m/s, 강풍 반경 약 200 km, 강도 '중', 크기 '소형'의 강한 열대폭풍으로 발달하였다. 그리고 6월 20일 오후 9시에 중심기압 975hPa, 최대풍속 34 m/s, 강풍 반경 약 200 km, 강도 '강', 크기 '소형'의 태풍으로 더욱 발달하였다. 그러나 6월 22일 새벽에 중국 남동해안 지역에 상륙한 이후로 급격히 약화되어서 6월 22일 오후 3시에 중국 상하이 남남서쪽 약 470 km 부근 해상에서 열대저압부로 소멸하였다. "린파"는 마카오에서 제출한 이름으로 연꽃을 의미한다.
한편 태풍 린파가 상륙한 중국 동남부에서는 16만여명의 주민들이 내륙으로 대피하였고, 여객선 운항이 금지되었으며, 항공기가 결항되기도 하였고 대한민국에도 온대저기압으로 변질후 영향을 주었다.

### 제4호 태풍 낭카
제4호 태풍 낭카(NANGKA)는 6월 23일 오후 3시에 필리핀 마닐라 동남동쪽 약 570km 부근 해상에서 중심기압 998hPa, 최대풍속 18m/s, 강풍 반경 약 280km(대한민국 기상청은 최대풍속 17m/s, 강풍 반경 약 200km로 해석), 강도 '약', 크기 '소형'의 열대폭풍으로 발생하였다. 그리고 6월 24일 오전 9시에 필리핀 마닐라 남동쪽 약 260km 부근 해상에서 중심기압 994hPa, 최대풍속 21m/s, 강풍 반경 약 330km까지 발달하였다. 그러나 필리핀 관통 뒤 남중국해에서 재발달하지 못한 상태에서 6월 27일 새벽에 중국 홍콩 부근 지역에 상륙했고, 6월 27일 새벽 3시에 중국 홍콩 동북동쪽 약 110km 부근 육상에서 열대저압부로 소멸하였다. "낭카"는 말레이시아에서 제출한 이름으로 열대과일의 한 종류인 바라밀을 의미한다.
한편 태풍 낭카가 필리핀을 관통하면서, 8명이 숨지고 11명이 실종되는 피해가 발생하였다.

### 제5호 태풍 사우델로르
제5호 태풍 사우델로르(SOUDELOR)는 7월 11일 오후 3시에 중국 홍콩 남쪽 약 250km 부근 해상에서 중심기압 996hPa, 최대풍속 18m/s, 강풍 반경 약 200km, 강도 '약', 크기 '소형'의 열대폭풍으로 발생하였다. 그러나 해안 근처에서 발생해서 크게 발달하지 못하였고, 7월 12일 밤 9시에 베트남 하노이 동쪽 약 120km 부근 육상에서 열대저압부로 소멸하였다. "사우델로르"는 미크로네시아 연방에서 제출한 이름으로 추장을 의미한다.

### 제6호 태풍 몰라베
제6호 태풍 몰라베(MOLAVE)는 7월 16일 오후 9시에 필리핀 마닐라 북동쪽 약 510km 부근 해상에서 중심기압 996hPa, 최대풍속 18m/s, 강풍 반경 약 220km, 강도 '약', 크기 '소형'의 열대폭풍으로 발생하였다. 7월 17일 오후 3시에 중심기압 985hPa, 최대풍속 27m/s, 강풍 반경 약 250km, 강도 '중', 크기 '소형'의 강한 열대폭풍으로 발달하였다. 그리고 7월 18일 오후 9시에 중심기압 975hPa, 최대풍속 34m/s, 강풍 반경 약 250km, 강도 '강', 크기 '소형'의 태풍으로 더욱 발달하였으나, 7월 19일 오전 3시 무렵에 중국 홍콩 북동쪽 약 20km 부근 육상에 상륙한 뒤에 급속하게 약화되어서 7월 19일 오후 3시에 중국 홍콩 서쪽 약 320km 부근 육상에서 열대저압부로 소멸하였다. "몰라베"는 필리핀에서 제출한 이름으로 가구 제작용 나무를 의미한다.

### 제7호 태풍 고니
제7호 태풍 고니(GONI)는 8월 3일 오후 9시에 중국 홍콩 남남동쪽 약 290km 부근 해상에서 중심기압 992hPa, 최대풍속 22m/s, 강풍 반경 약 280km, 강도 '약', 크기 '소형'의 열대폭풍으로 발생하였다. 그러나 크게 발달하지 못하고 열대폭풍 상태에서 상당 기간 동안 정체(그러나 육지에서 중심기압이 하강하고 세력 유지를 하였다.)하다가 8월 6일 오후 9시에 중국 잔장 북동쪽 약 80km 부근 육상에서 열대저압부로 약화되었다. "고니"는 대한민국에서 제출한 이름이다.
한편, 태풍 고니의 전신이었던 열대저압부 가 필리핀 북부 지방을 관통하면서 8명이 사망하고, 4명이 실종되는 등의 피해가 발생하였다.

### 제8호 태풍 모라꼿(제명)
제8호 태풍 모라꼿(MORAKOT)은 8월 4일 오전 3시에 일본 오키나와 동남동쪽 약 970 km 부근 해상에서 중심기압 992hPa, 최대풍속 22 m/s, 강풍 반경 약 350 km, 강도 '약', 크기 '중형'의 열대폭풍으로 발생하였고, 같은 날 오후 9시에 중심기압 985hPa, 최대풍속 27 m/s, 강풍 반경 약 400 km, 강도 '중', 크기 '중형'의 강한 열대폭풍으로 발달하였다. 그리고 8월 5일 오전 9시에 중심기압 975hPa, 최대풍속 34 m/s, 강풍 반경 약 450 km, 강도 '강', 크기 '중형'의 태풍으로 더욱 발달하였다. 태풍 모라꼿은 일본 기상청 자료 기준으로 8월 7일 오전 9시에 중심기압 945hPa, 최대풍속 약 40 m/s(80kt)의 상태까지 발달하면서 태풍으로서의 최성기를 맞이하였다. 그러나 대만에 점차 가까워지면서 같은 날 오후 3시 무렵부터 약화되기 시작하였다. 8월 7일 자정 무렵부터 8월 8일 새벽 사이에 타이완 동부에 상륙하였고, 같은 날 오후에 대만 해협으로 빠져나갔다. 그 이후 서진을 하다가 점차 전향하여 북진하면서 8월 9일 오후에 중국 푸저우 부근에 상륙하였다. 육상에 상륙하면서 태풍 모라꼿은 8월 10일에 열대폭풍으로 급격하게 약화되었으며, 대한민국 기상청은 8월 10일 오후 9시에 중국 상하이 서남서쪽 약 230 km 부근 육상에서 열대저압부로 약화되었다고 발표하였다. 일본 기상청은 태풍 모라꼿이 8월 11일 오전 3시에 열대 저기압으로 약화되었다고 발표하였다. "모라꼿"은 태국에서 제출한 이름이며 에메랄드를 의미한다.
태풍 모라꼿의 직접적인 영향을 받은 타이완섬에 막대한 피해가 발생하였으며, 그 다음날 상륙한 중국 푸젠성 등의 남동부 지역에서도 피해가 발생하였다. 이 태풍이 중국 대륙, 필리핀, 대만에 심각한 피해를 입혀 모라꼿이라는 이름이 제명되고 앗사니라는 이름으로 변경되었다.

### 제9호 태풍 아타우
제9호 태풍 아타우(ETAU)는 8월 9일 오후 9시에 일본 오사카 남쪽 약 720 km 부근 해상에서 중심기압 994hPa, 최대풍속 18 m/s, 강풍 반경 약 150 km, 강도 '약', 크기 '소형'의 열대폭풍으로 발생하였다. 그러나 크게 발달하지 못하고 북동진하다가 8월 13일 오후 3시에 일본 도쿄 동쪽 약 1,110 km 부근 해상에서 열대저압부로 소멸하였다. "아타우"는 미국에서 제출한 이름으로 폭풍 구름을 의미한다.
태풍 아타우가 일본 남해상을 지나면서, 효고현·오카야마현·도쿠시마현 지역에서는 13명이 사망하고, 17명이 실종되는 등의 피해가 발생하였다.

### 제10호 태풍 밤꼬
제10호 태풍 밤꼬(VAMCO)는 8월 18일 오전 3시에 미국 괌 동쪽 약 1,460 km 부근 해상에서 중심기압 1000hPa, 최대풍속 18 m/s, 강풍 반경 약 220 km, 강도 '약', 크기 '소형'의 열대폭풍으로 발생하였고, 같은 날 오후 9시에 중심기압 985hPa, 최대풍속 27 m/s, 강풍 반경 약 250 km, 강도 '중', 크기 '소형'의 강한 열대폭풍으로 발달하였다. 8월 19일 오전 9시에 중심기압 975hPa, 최대풍속 34 m/s, 강풍 반경 약 300 km, 강도 '강', 크기 '중형'의 태풍으로 발달하였다. 그리고 8월 21일 오전 3시에 중심기압 945hPa, 최대풍속 45 m/s, 강풍 반경 약 400 km, 강도 '매우 강', 크기 '중형'의 태풍으로 더욱 발달하였다. 그러나 일본 동쪽 해상의 해수면 온도가 높아서 고위도에서도 비교적 강한 세력을 유지하면서 북상하다가 서서히 약화되었고 8월 26일 오전 9시에 일본 삿포로 동북동쪽 약 2,260 km 부근 해상에서 온대 저기압으로 변질되어서 소멸하였다. "밤꼬"는 베트남에서 제출한 이름으로 베트남 남부를 흐르는 강의 이름이다.

### 제11호 태풍 크로반
제11호 태풍 크로반(KROVANH)은 8월 28일 밤 9시에 미국 괌 북북동쪽 약 1,130km 부근 해상에서 중심기압 998hPa, 최대풍속 18m/s, 강풍 반경 약 280km, 강도 '약', 크기 '소형'의 열대폭풍으로 발생하였고, 8월 29일 오전 3시에 중심기압 985hPa, 최대풍속 27m/s, 강풍 반경 약 250km, 강도 '중', 크기 '소형'의 강한 열대폭풍으로 발달하였다. 일본 수도권 남동쪽 해상으로 접근하면서 8월 31일 오전 9시에 중심기압 975hPa, 최대풍속 31m/s, 강풍 반경 약 370km, 강도 '중', 크기 '중형'의 강한 열대폭풍으로 발달하였다. 최성기에 도달하고 나서 일본 남동쪽 해안을 스치면서 북동진하며 약화되었고 9월 1일 밤 9시에 일본 삿포로 동쪽 약 640km 부근 해상에서 온대 저기압으로 변질되어서 소멸하였다. "크로반"은 캄보디아에서 제출한 이름으로 나무의 한 종류를 의미한다.

### 제12호 태풍 두쥐안
제12호 태풍 두쥐안(DUJUAN)은 9월 4일 오전 3시에 필리핀 마닐라 동북동쪽 약 830km 부근 해상에서 중심기압 992hPa, 최대풍속 22m/s, 강풍 반경 약 350km, 크기 중형의 열대폭풍으로 발생하였고, 9월 5일 오전 3시에 중심기압 985hPa, 최대풍속 27m/s, 강풍 반경 약 400km, 크기 중형의 강한 열대폭풍으로 발달하였다. 이후 고위도로 진출하면서 온대저기압화가 진행되어 9월 10일 오전 9시에 일본 삿포로 동쪽 약 1,830km 부근 해상에서 온대저기압으로 변질되었다. "두쥐안"은 중국에서 제출한 이름으로 진달래를 의미한다.

### 제13호 태풍 무지개
제13호 태풍 무지개(MUJIGAE)는 9월 10일 오전 9시에 중국 홍콩 남남동쪽 약 390km 부근 해상에서 중심기압 998hPa, 최대풍속 17m/s, 강풍 반경 약 200km, 크기 소형의 열대폭풍으로 발생하였다. 그러나 크게 발달하지 못하고, 9월 12일 오전 9시에 베트남 하노이 남쪽 약 120km 부근 육상에서 열대저압부로 약화되어 소멸하였다. "무지개"는 조선민주주의인민공화국(북한)에서 제출한 이름이다.

### 제14호 태풍 초이완
제14호 태풍 초이완(CHOI-WAN)은 9월 13일 오전 3시에 미국 괌 동북동쪽 약 690 km 부근 해상에서 중심기압 1002hPa, 최대풍속 18 m/s, 강풍 반경 약 200 km, 크기 소형의 열대폭풍으로 발생하였다. 9월 14일 오전 3시에 중심기압 980hPa, 최대풍속 31 m/s, 강풍 반경 약 350 km, 크기 중형의 강한 열대폭풍으로 발달하였고, 같은 날 오전 9시에 중심기압 965hPa, 최대풍속 38 m/s, 강풍 반경 약 400 km, 크기 중형의 태풍으로 발달하였다. 그리고 9월 15일 오전 3시에 중심기압 945hPa, 최대풍속 45 m/s, 강풍 반경 약 500 km, 크기 대형의 매우 강한 태풍으로 더욱 발달하여, 끝내 9월 16일 오후 9시에 중심기압 915hPa, 최대풍속 54m/s에 도달하면서 태풍으로서의 최성기를 맞이하였다. 그러나 최성기에 도달한 이후부터 고위도로 진출하면서 점차 약화되었고, 9월 20일 오후 9시에 일본 도쿄 동쪽 1,090 km 부근 해상에서 온대저기압으로 변질되어 소멸하였다. "초이완"은 홍콩에서 제출한 이름으로 채운을 의미한다.

### 제15호 태풍 곳푸
제15호 태풍 곳푸(KOPPU)는 9월 14일 오전 3시에 중국 홍콩 남동쪽 약 390 km 부근 해상에서 중심기압 995hPa, 최대풍속 20 m/s, 강풍 반경 약 250 km, 크기 소형의 열대폭풍으로 발생하였고, 같은 날 오후 3시에 중심기압 985hPa, 최대풍속 27 m/s, 강풍 반경 약 300 km, 크기 중형의 강한 열대폭풍으로 발달하였다. 일본 기상청은 9월 15일 오전 3시에 중심기압 975hPa, 최대풍속 65kt(약 33 m/s)의 태풍으로 잠시 발달하였다고 발표하였다. 그 이후 육지에 상륙하면서 점차 약화되었고, 9월 16일 오전 3시에 베트남 하노이 북동쪽 약 380 km 부근 육상에서 열대저압부로 약화되어 소멸하였다. "곳푸"는 일본에서 제출한 이름으로 컵을 의미한다.

### 제16호 태풍 켓사나(제명)
제16호 태풍 켓사나(KETSANA)는 9월 26일 오전 9시에 필리핀 마닐라 동북동쪽 약 230 km 부근 해상에서 중심기압 994hPa, 최대풍속 21 m/s, 강풍 반경 약 200 km, 크기 소형의 열대폭풍으로 발생하였고, 같은 날 오후 9시에 중심기압 985hPa, 최대풍속 25 m/s, 강풍 반경 약 200 km, 크기 소형의 강한 열대폭풍으로 발달하였다. 9월 28일 오후 3시에 중심기압 975hPa, 최대풍속 35 m/s, 강풍 반경 약 450 km, 크기 중형의 태풍으로 발달하였다. 그리고 9월 29일 오전 3시에 중심기압 960hPa, 최대풍속 40 m/s, 강풍 반경 약 550 km, 크기 대형의 태풍으로 발달하면서, 태풍으로서의 최성기를 맞이하였다. 그 이후 베트남 쪽으로 계속 서진하였고, 9월 29일 밤에 베트남 중부 지역에 상륙하면서 급격하게 약화되기 시작하였다. 끝내 9월 30일 오후 3시에 베트남 하노이 남쪽 약 590 km 부근 육상에서 열대저압부로 약화되어 소멸하였다. "켓사나"는 라오스에서 제출한 이름으로 나무의 한 종류를 의미한다.
한편, 태풍 켓사나가 통과한 필리핀과 인도차이나반도 지역에서 많은 피해가 발생하였다.

### 제17호 태풍 파마(제명)
제17호 태풍 파마(PARMA)는 9월 29일 오전 9시에 미국 괌 남서쪽 약 810 km 부근 해상에서 중심기압 996hPa, 최대풍속 18 m/s, 강풍 반경 약 50 km, 크기 소형의 열대폭풍으로 발생하였고, 9월 30일 오후 3시에 중심기압 970hPa, 최대풍속 36 m/s, 강풍 반경 약 180 km, 크기 소형의 태풍으로 급격하게 발달하였다. 그리고 10월 1일 오전 3시에 중심기압 945hPa, 최대풍속 44 m/s, 강풍 반경 약 250 km, 크기 소형의 매우 강한 태풍으로 발달하였고, 같은 날 오후 3시에 중심기압 920hPa, 최대풍속 53 m/s, 강풍 반경 약 400 km, 크기 중형의 매우 강한 태풍으로 발달하여 태풍으로서의 최성기를 맞이하였다. 그러나 10월 3일 저녁에 필리핀 루손섬 북동부에 상륙하면서 약화되기 시작하였고, 10월 4일 필리핀 서북쪽 해상으로 빠져 나왔지만, 제18호 태풍 멜로르가 근접하면서 태풍의 진로가 거의 정체되었다. 진로를 완전히 바꾸어 남동진하기 시작하였고, 10월 7일 새벽에 필리핀 루손섬 북서부에 재상륙하였다. 이후 10월 9일 오후에 필리핀 서쪽 해상으로 빠져 나올 때까지 계속 루손섬 북부 지방에서 정체하는 이상 진로를 보였다. 끝내 남중국해를 횡단하여 10월 12일 하이난섬에 상륙하였고, 일본 기상청 기준 10월 14일 오후 3시에 통킹만에서, 대한민국 기준 10월 14일 오후 9시 베트남 하노이 남동쪽 약 60 km 부근 육상에서 열대저압부로 약화되어 소멸하였다. "파마"는 마카오에서 제출한 이름으로 햄을 의미한다.
한편, 태풍 파마가 10월 3일 필리핀 북동부에 처음 상륙하면서 4명이 숨졌고, 이후 태풍이 필리핀 부근에 정체하면서 발생한 산사태로 인하여 최소 180명이 사망하는 등의 피해가 발생하였다. 그리고 10월 12일 태풍 파마가 중국 하이난섬에 상륙하면서 3명이 숨지고, 집 300채가 파괴되는 피해가 발생하였다.

### 제18호 태풍 멜로르
제18호 태풍 멜로르(MELOR)는 9월 29일 오후 9시에 미국 괌 동남동쪽 약 1,400 km 부근 해상에서 중심기압 998hPa, 최대풍속 17 m/s, 강풍 반경 약 150 km, 크기 소형의 열대폭풍으로 발생하였고, 10월 1일 오전 3시에 중심기압 980hPa, 최대풍속 29 m/s, 강풍 반경 약 200 km, 크기 소형의 강한 열대폭풍으로 발달하였다. 그리고 약 6시간 후인 오전 9시에는 중심기압 975hPa, 최대풍속 34 m/s, 강풍 반경 약 250 km, 크기 소형의 태풍으로 발달하였고, 10월 2일 오전 3시에 중심기압 935hPa, 최대풍속 48 m/s, 강풍 반경 약 320 km, 크기 중형의 매우 강한 태풍으로 발달하였다. 10월 5일 오전 9시에 대한민국 기상청은 태풍 멜로르를 중심기압 910hPa, 최대풍속 57 m/s, 강풍 반경 약 500 km, 크기 대형의 매우 강한 태풍으로 발달하여 태풍으로서의 최성기를 맞이하였다고 해석하였다. 일본 기상청은 태풍 멜로르가 10월 4일 오후 9시부터 10월 5일 오후 9시까지 중심기압 910hPa, 최대풍속 110kt(약 55 m/s)의 맹렬한 태풍으로 발달하여 태풍으로서의 최성기를 맞이하였다고 해석하였다. 그러나 점차 고위도로 진출하면서 약화되기 시작하였으나, 강한 세력을 지닌 채 10월 8일 오전에 일본 혼슈섬에 상륙하였고, 빠른 속도로 북동진하여 같은 날 저녁 무렵에 해상으로 빠져나갔다. 육지를 통과함과 동시에 더욱더 고위도로 진출하면서 약화된 태풍 멜로르는 끝내 10월 9일 오후 3시에 일본 삿포로 동쪽 약 700 km 부근 해상에서 온대저기압으로 변질되어 소멸하였다. "멜로르"는 말레이시아에서 제출한 이름으로 재스민 꽃을 의미한다.
한편, 태풍 멜로르가 통과하여 직접 영향을 받은 일본에서는 많은 피해가 발생하였고, 간접 영향을 받은 대한민국 남동해안 지역에서도 태풍으로 인한 강풍 피해가 발생하였다.

### 제19호 태풍 네파탁
제19호 태풍 네파탁(NEPARTAK)은 10월 9일 오후 3시에 미국 괌 북북서쪽 약 690km 부근 해상에서 중심기압 1000hPa, 최대풍속 17m/s, 강풍 반경 약 150km, 크기 소형의 열대폭풍으로 발생하였다. 그러나 크게 발달하지 못하였고, 대한민국 기상청 기준 10월 13일 오후 9시에 일본 도쿄 동남동쪽 약 1,470km 부근 해상에서 온대저기압으로 변질되어 소멸하였다.(일본 기상청은 10월 14일 오전 9시에 온대저기압으로 변질되었다고 발표하였다.) "네파탁"은 미크로네시아 연방에서 제출한 이름으로 전사를 의미한다.

### 제21호 태풍 미리내
제21호 태풍 미리내(MIRINAE)는 10월 27일 오후 3시에 미국 괌 북서쪽 약 200km 부근 해상에서 중심기압 998hPa, 최대풍속 18m/s, 강풍 반경 약 150km, 크기 소형의 열대폭풍으로 발생하였다. 10월 28일 오전 3시에 중심기압 985hPa, 최대풍속 27m/s, 강풍 반경 약 200km, 크기 소형의 강한 열대폭풍으로 발달하였고, 약 6시간 후인 오전 9시에 중심기압 965hPa, 최대풍속 38m/s, 강풍 반경 약 280km, 크기 소형의 태풍으로 급격히 발달하였다. 이후 필리핀을 향하여 서진하였고, 육상에 가까워지면서 점차 약화되기 시작하였다. 10월 30일과 10월 31일 사이에 필리핀 중부 지방을 동에서 서로 관통하여 남중국해로 진출하였다. 그리고 서남서진을 계속하여 11월 2일 베트남 남부 지방에 상륙하였고, 끝내 11월 3일 오전 3시에 베트남 호치민 북쪽 약 270km 육상에서 열대저압부로 약화되어 소멸하였다. "미리내"는 대한민국에서 제출한 이름이다.
한편, 태풍 미리내가 관통한 필리핀에서는 14명이 사망한 것으로 잠정 집계되었다. 또한, 태풍이 상륙했던 베트남에서는 87명이 사망하고, 1만 4천채의 가옥과 5천ha의 농경지가 침수되는 등의 피해가 발생하였다.

### 제22호 태풍 니다
제22호 태풍 니다(NIDA)는 11월 23일 오후 9시에 미국 괌 남남동쪽 약 580 km 부근 해상에서 중심기압 1000hPa, 최대풍속 18 m/s, 강풍 반경 약 180 km, 크기 소형의 열대폭풍으로 발생하였고, 11월 24일 오후 9시에 중심기압 985hPa, 최대풍속 27 m/s, 강풍 반경 약 270 km, 크기 소형의 강한 열대폭풍으로 발달하였다. 그리고 11월 25일 오전 9시에 중심기압 950hPa, 최대풍속 43 m/s, 강풍 반경 약 500 km, 크기 대형의 태풍으로 급격히 발달하였고, 약 6시간 후인 오후 3시에 중심기압 930hPa, 최대풍속 50 m/s, 강풍 반경 약 530 km, 크기 대형의 매우 강한 태풍이 되었다. 일본 기상청 기준으로 11월 25일 오후 9시부터 11월 26일 오전 9시까지 중심기압 905hPa, 최대풍속 115kt(약 59 m/s)로 발달하여 태풍으로서의 최성기를 맞이하였다. 그 이후로 북서진하면서 서서히 약화되었고 12월 3일 오전 9시에 일본 오키나와 남동쪽 약 830 km 부근 해상에서 열대저압부로 약화되어 소멸하였다. "니다"는 태국에서 제출한 이름으로 여성의 이름 중 하나이다.

## 같이 보기
- 2009년 동태평양 허리케인